# Seamen Milano
I Seamen Milano sono una squadra di football americano di Milano che milita nella Italian Football League, la massima serie italiana di football americano, all'interno della FIDAF. Fondati nel 1981, vantano 9 partecipazioni al Superbowl italiano, e 5 vittorie.
Dal 2023 la squadra partecipa al campionato europeo ELF.

## Storia

### Fondazione e prima era
I Seamen Milano vengono fondati da Sergio Galeotti, azionista della Giorgio Armani S.p.A. e Mauro Rivoltella il 27 ottobre 1981. Per tutti gli anni '80 furono uno dei team italiani di maggior successo. In questo periodo collezionarono due partecipazioni al Superbowl Italiano — nel 1987 e nel 1989 — ed ottennero un record complessivo di 68 vittorie, 4 pareggi e 39 sconfitte in 111 gare disputate. Tra i giocatori di punta il pittore italiano Luca Bestetti. Il team si sciolse nel 1990.

### Rinascita
Il 31 marzo 2009 la squadra venne ricostituita da un gruppo di ex giocatori, tra i quali Mauro Rivoltella, presso lo storico locale milanese di via Pantano "Pane e Farina", già testimone della prima costituzione. Il gruppo decise di riunirsi in seguito all'entusiasmo suscitato su una pagina del social network Facebook.

### Serie A2
Lo stesso anno il team prende parte al campionato giovanile di flag football della FIDAF, con il progetto di formare un gruppo di giovani giocatori in grado di arrivare fino alla serie maggiore. In seguito allo scioglimento dei Falcons Milano molti atleti confluiscono nei Seamen nel novembre del 2009, velocizzando il processo di maturazione del team blu navy.
Con questi presupposti e sull'onda della vittoria dello scudetto Under 19 2009, i Seamen si iscrivono al campionato LENAF del 2010. La stagione si conclude con un pesante passivo di 0 vittorie ed 8 sconfitte, che permettono però la crescita del collettivo. Nel settembre dello stesso anno i Seamen con Head Coach Maurizio Vismara, dopo una perfect season di 10 vittorie, guida il team Under 21 con Paolo Mutti e Luigi Calegari, OC e DC, alla vittoria del campionato College contro i Panthers Parma dopo 19 anni dal primo titolo conquistato dai Seamen nel 1989, MVP Danilo Bonaparte.

### Il ritorno in serie A1
Nel dicembre 2010 i Seamen chiesero di prendere parte al campionato di serie A1: la IFL - Italian Football League. La stagione del ritorno alla massima serie si rivelò positiva: il team Meneghino terminò la stagione 2011 con 3 vittorie, battendo i Rhinos Milano di fronte a 1.100 spettatori e sconfiggendo in seguito i Giants di Bolzano ed i Doves di Bologna. I Seamen parteciparono anche al campionato CIF9 e approdarono ai play off perdendo contro i Warriors Bologna.

#### Joe Avezzano
Nel 2012 i Seamen si presentano all'inizio del campionato dopo un campionato giovanile che per la prima volta li trova senza titoli. La grande novità fu l'arrivo a Milano di Joe Avezzano, che divenne il primo allenatore con trascorsi in NFL ad arrivare in Italia. Avezzano portò con sé l'esperienza di anni sui campi della National Football League e del campionato di football della NCAA.
Al team si unirono nuovi giocatori provenienti dai Puma Milano (che in seguito allo scioglimento della franchigia nel 2011 si divisero tra Seamen Milano, Rhinos Milano, Daemons Martesana, Lions Bergamo).
L'avventura di Joe Avezzano con i Seamen si conclude prematuramente il 5 aprile 2012, con la scomparsa del tecnico a causa di un arresto cardiaco sopraggiunto durante una sessione di allenamento personale in palestra.
In seguito al tragico avvenimento il team viene affidato a Paolo Mutti, che viene promosso da Offensive Coordinator, a Head Coach, saranno 4 le partite vinte con un derby perso 34 a 33 a pochi secondi dal termine, e due sconfitte nel campionato EFAF.

### 2013
Nel 2013 i Seamen partecipano al campionato IFL arrivando inaspettatamente al Italian Superbowl, perso 28 - 51 contro i Panthers.

#### Team
Il team Italiano parte dai punti cardine dell'anno precedente: guidato dai Capitani Veterani Mauro Salvemini #68, Rinaldo Franchi #90 e Massimiliano Merighi #72 (affiancati dai giovani Flavio Piccinni #36 e Giacomo Silvestri #55) il team vede tra i suoi punti forti la giovane età media del proprio roster e l'arrivo di importanti giocatori dai Daemons Martesana.
Il trio di americani del campionato IFL 2013 è composto da:
- Jordan LaSecla, Quarterback, che sceglie di vestire la casacca blue navy per il secondo anno di fila
- Jeff Souder, Linebacker (Eletto miglior giocatore americano del campionato nel 2012,con i Daemons Martesana)
- Shawn Abuhoff, Defensive Back proveniente dalla Ivy League.

#### Incontri
Il campionato IFL 2013 dei Seamen si apre il 24 marzo con la vittoria, a seguito di una dura partita contro i favoriti Giants Bolzano. I Seamen si impongono a Bolzano con il punteggio di 6 - 15.
Il 6 aprile la compagine meneghina debutta nello stadio di casa, il Velodromo Maspes Vigorelli. Davanti a un pubblico che supera le 2000 presenze i marinai sconfiggono i cugini Rhinos (14 - 0)nel primo dei due derby della Madonnina della stagione.
Il 20 aprile i Seamen ospitano al Vigorelli i tre volte Campioni d'Italia, i Panthers Parma, venendo sconfitti dai neroargento (6 - 35).
Il 4 maggio viene disputato l'incontro, nuovamente in casa, contro i Dolphins Ancona. Il risultato della partita vede la vittoria dei marinai (31 - 12).

### 2014
La stagione 2014 vede l'arrivo di talentuosi giocatori, prevalentemente dai cugini Rhinos Milano.
La regular season si apre con la sconfitta patita nel Kickoff Classic contro i Panthers Parma.
Dopo quella partita i Seamen inanellano una serie di 11 vittorie consecutive che li porta nuovamente al Superbowl. Il 6 luglio 2014 allo stadio Paolo Mazza di Ferrara (esattamente un anno dopo la finale persa contro Parma) i Seamen sconfiggono i quattro volte Campioni d'Italia in carica, imponendosi con il punteggio di 3-33 e conquistando il primo scudetto della loro storia nella massima serie.
Il runningback Mattia Binda viene premiato MVP dell'incontro.

### Coaching Staff
Paolo Mutti, incaricato del ruolo di Head Coach (record di 4 vittorie e 7 sconfitte nel 2012) dopo aver sostituito Joe Avezzano, si avvale nella stagione 2014 del seguente coaching staff:
- Gigi Bravin, Offensive Coordinator
- Mauro "Pepè" Salvemini, Offensive Linemen coach
- Marco Polizzi, Runningbacks coach
- Paolo Mutti, Quarterbacks/Wide Receivers coach
- Luca Lorandi, Defensive Coordinator
- Luca Bellora & Massimo Ogadri , Defensive Linemen coach
- Massimo Coculo & Massimo D'Alessandra, Linebackers coach
- Paolo "Capo" Guerini, Defensive Backs coach
- Maurizio Colombo, Special Teams coach

## Squadre giovanili
I Seamen Milano hanno in organico anche formazioni di flag football Under 13 e Under 15, oltre al team tackle Under 16 e Under 19, dopo un campionato imbattuti, per il secondo anno consecutivo i Seamen raggiungono due finali di Categoria, vincendo la prima nella categoria Under 16 contro i Warriors 71 a 6 laureandosi campioni d'Italia, ma sconfitti per la prima volta dai Panthers per 14 a 11 nella Under 19, MVP del torneo U16 Andrea Fiammenghi e per la Under 19 Alessio Cavallini, figlio d'arte che per la seconda volta consecutiva si aggiudica il riconoscimento al miglior giocatore.

## Sirene Milano
I Seamen Milano hanno nelle Sirene Milano il loro team femminile. Le Sirene Milano sono nate nel Gennaio 2012 dalla scissione delle Vichinghe, squadra pionieristica del football femminile anch'essa affiliata ai Seamen Milano. Tra la fine del 2012 e l'inizio del 2013 la squadra si è quasi completamente rinnovata e comprende oggi un roster di circa dodici ragazze guidate dall'head coach Paolo Sonzogni.
Nell'Aprile 2013 le Sirene diventano una tra le prime squadre a disputare un campionato ufficiale in Italia. Per l'occasione si uniscono alle Tempeste di Busto Arsizio, ed è appunto con il nome di “Tempeste & Sirene” che partecipano al primo Campionato Italiano di Football Americano Femminile (CIFAF) organizzato dalla Fidaf. Le squadre giocano sette contro sette.
Il 4 luglio 2015 integrate nell'One Team vincono lo scudetto 2015 contro le Neptunes
Nel 2019, dopo un anno e mezzo di stop dal campionato causa spostamento calendario dai mesi primaverili a quelli autunnali, le milanesi tornano a giocare sotto il nome di "Sirene Milano". Dopo una perfect regular season, le Sirene vincono il Rosebowl disputato il 5 Gennaio 2019 a Firenze contro le avversarie Underdogs, aggiudicandosi per la prima volta il titolo individualmente.
Nel 2021, dopo un anno e mezzo di stop dal campionato causa COVID-19, Le Sirene si qualificano per la finale di Coppa Italia Tackle Femminile del 23 Luglio nello stadio "Loris Rossetti" di Cecina, partita disputata contro le Pirates Savona. Sin da subito le Pirates hanno faticato contro le ragazze milanesi che vincono il titolo per 54 a 6
Il 30 Gennaio 2022, La squadra milanese si aggiudica l’ottava edizione del Rose Bowl con un punteggio di 16-0, sottraendo il titolo alle campionesse uscenti,le Underdogs e diplomandosi le nuove regine d’Italia.

## Campo da gioco
Campo da gioco e d'allenamento è il Velodromo Maspes-Vigorelli di via Arona a Milano.

## Dettaglio stagioni

### Tornei nazionali

#### Campionato

##### Campionato AIFA/Serie A/Serie A1/IFL/Prima Divisione/IFL
| Stagione | regular season | regular season | regular season | regular season | regular season | regular season | playoff | playoff | playoff | playoff | playoff | playoff            | playoff          |
|          | Vin            | Par            | Per            | Tot            | PF             | PS             | Vin     | Per     | Tot     | PF      | PS      | risultato          | avversaria       |
| -------- | -------------- | -------------- | -------------- | -------------- | -------------- | -------------- | ------- | ------- | ------- | ------- | ------- | ------------------ | ---------------- |
| 1982     | 3              | 1              | 6              | 10             | 78             | 193            | -       | -       | -       | -       | -       | -                  | -                |
| 1983     | 5              | 0              | 5              | 10             | 127            | 88             | -       | -       | -       | -       | -       | -                  | -                |
| 1984     | 7              | 1              | 2              | 10             | 134            | 44             | 0       | 1       | 1       | 3       | 14      | Quarti di finale   | Warriors Bologna |
| 1985     | 10             | 1              | 1              | 12             | 232            | 92             | 0       | 1       | 1       | 15      | 27      | Quarti di finale   | Angels Pesaro    |
| 1986     | 6              | 0              | 4              | 10             | 153            | 107            | 0       | 1       | 1       | 17      | 34      | Ottavi di finale   | Rhinos Milano    |
| 1987     | 11             | 0              | 1              | 12             | 459            | 79             | 3       | 1       | 4       | 122     | 51      | Superbowl italiano | Frogs Legnano    |
| 1988     | 10             | 0              | 2              | 12             | 429            | 129            | 0       | 1       | 1       | 19      | 37      | Ottavi di finale   | Chiefs Ravenna   |
| 1989     | 11             | 0              | 1              | 12             | 300            | 169            | 2       | 1       | 3       | 49      | 39      | Superbowl italiano | Frogs Legnano    |
| 1990     | 0              | 1              | 11             | 12             | 115            | 414            | -       | -       | -       | -       | -       | -                  | -                |
| 2011     | 3              | 0              | 6              | 9              | 284            | 349            | -       | -       | -       | -       | -       | -                  | -                |
| 2012     | 5              | 0              | 6              | 11             | 302            | 366            | -       | -       | -       | -       | -       | -                  | -                |
| 2013     | 5              | 0              | 3              | 8              | 150            | 171            | 2       | 1       | 3       | 74      | 82      | Italian Superbowl  | Panthers Parma   |
| 2014     | 11             | 0              | 1              | 12             | 450            | 140            | 2       | 0       | 2       | 64      | 10      | Campioni           | Panthers Parma   |
| 2015     | 7              | 0              | 3              | 10             | 278            | 165            | 3       | 0       | 3       | 99      | 46      | Campioni           | Panthers Parma   |
| 2016     | 5              | 0              | 5              | 10             | 227            | 230            | 1       | 1       | 2       | 61      | 35      | Semifinale         | Rhinos Milano    |
| 2017     | 10             | 0              | 2              | 10             | 347            | 113            | 3       | 0       | 3       | 113     | 58      | Campioni           | Rhinos Milano    |
| 2018     | 10             | 0              | 0              | 10             | 431            | 103            | 2       | 0       | 2       | 73      | 27      | Campioni           | Giants Bolzano   |
| 2019     | 7              | 0              | 1              | 8              | 291            | 105            | 2       | 0       | 2       | 100     | 28      | Campioni           | Guelfi Firenze   |
| 2021     | 6              | 0              | 2              | 8              | 284            | 129            | 1       | 1       | 2       | 42      | 40      | Italian Bowl       | Panthers Parma   |
| 2022     | 8              | 0              | 0              | 8              | 328            | 91             | 1       | 1       | 2       | 58      | 42      | Italian Bowl       | Guelfi Firenze   |
| Totale   | 140            | 4              | 62             | 204            | 5399           | 3277           | 22      | 10      | 32      | 909     | 570     |                    |                  |

- Fonti: Enciclopedia del Football - A cura di Roberto Mezzetti; Sito FIDAF -

##### LENAF
| Stagione | regular season | regular season | regular season | regular season | regular season | regular season | playoff | playoff | playoff | playoff | playoff | playoff   | playoff    |
|          | Vin            | Par            | Per            | Tot            | PF             | PS             | Vin     | Per     | Tot     | PF      | PS      | risultato | avversaria |
| -------- | -------------- | -------------- | -------------- | -------------- | -------------- | -------------- | ------- | ------- | ------- | ------- | ------- | --------- | ---------- |
| 2010     | 0              | 0              | 8              | 8              | 47             | 193            | -       | -       | -       | -       | -       | -         | -          |
| Totale   | 0              | 0              | 8              | 8              | 47             | 193            | -       | -       | -       | -       | -       |           |            |

- Fonti: Enciclopedia del Football - A cura di Roberto Mezzetti; Sito FIDAF -

##### CIF9
| Stagione | regular season | regular season | regular season | regular season | regular season | regular season | playoff | playoff | playoff | playoff | playoff | playoff              | playoff             |
|          | Vin            | Par            | Per            | Tot            | PF             | PS             | Vin     | Per     | Tot     | PF      | PS      | risultato            | avversaria          |
| -------- | -------------- | -------------- | -------------- | -------------- | -------------- | -------------- | ------- | ------- | ------- | ------- | ------- | -------------------- | ------------------- |
| 2011     | 4              | 0              | 2              | 6              | 116            | 85             | 0       | 1       | 1       | 8       | 44      | Quarti di conference | Warriors Bologna II |
| Totale   | 4              | 0              | 2              | 6              | 116            | 85             | 0       | 1       | 1       | 8       | 44      |                      |                     |

- Fonti: Enciclopedia del Football - A cura di Roberto Mezzetti; Sito FIDAF -

### Tornei internazionali

#### IFAF Europe Champions League
| Stagione | regular season | regular season | regular season | regular season | regular season | regular season | playoff | playoff | playoff | playoff | playoff | playoff   | playoff          |
|          | Vin            | Par            | Per            | Tot            | PF             | PS             | Vin     | Per     | Tot     | PF      | PS      | risultato | avversaria       |
| -------- | -------------- | -------------- | -------------- | -------------- | -------------- | -------------- | ------- | ------- | ------- | ------- | ------- | --------- | ---------------- |
| 2015     | 1              | 0              | 1              | 2              | 60             | 46             | -       | -       | -       | -       | -       | -         | -                |
| 2016     | 2              | 0              | 0              | 2              | 93             | 40             | 1       | 1       | 2       | 44      | 54      | Finale    | Panthers Wrocław |
| Totale   | 3              | 0              | 1              | 4              | 153            | 86             | 1       | 1       | 2       | 44      | 54      |           |                  |

Fonti: Enciclopedia del Football - A cura di Roberto Mezzetti

#### BIG6 European Football League
| Stagione | regular season | regular season | regular season | regular season | regular season | regular season | playoff | playoff | playoff | playoff | playoff | playoff   | playoff    |
|          | Vin            | Par            | Per            | Tot            | PF             | PS             | Vin     | Per     | Tot     | PF      | PS      | risultato | avversaria |
| -------- | -------------- | -------------- | -------------- | -------------- | -------------- | -------------- | ------- | ------- | ------- | ------- | ------- | --------- | ---------- |
| 2017     | 1              | 0              | 1              | 2              | 26             | 51             | -       | -       | -       | -       | -       | -         | -          |
| Totale   | 1              | 0              | 1              | 2              | 26             | 51             | -       | -       | -       | -       | -       |           |            |

Fonti: Enciclopedia del Football - A cura di Roberto Mezzetti

#### European Football League (dal 2014)
| Stagione | regular season | regular season | regular season | regular season | regular season | regular season | playoff | playoff | playoff | playoff | playoff | playoff   | playoff        |
|          | Vin            | Par            | Per            | Tot            | PF             | PS             | Vin     | Per     | Tot     | PF      | PS      | risultato | avversaria     |
| -------- | -------------- | -------------- | -------------- | -------------- | -------------- | -------------- | ------- | ------- | ------- | ------- | ------- | --------- | -------------- |
| 2018     | 2              | 0              | 0              | 2              | 72             | 13             | 0       | 1       | 1       | 42      | 43      | EFL Bowl  | Potsdam Royals |
| Totale   | 2              | 0              | 0              | 2              | 72             | 13             | 0       | 1       | 1       | 42      | 43      |           |                |

Fonti: Enciclopedia del Football - A cura di Roberto Mezzetti

#### EFAF Cup
| Stagione | regular season | regular season | regular season | regular season | regular season | regular season | playoff | playoff | playoff | playoff | playoff | playoff   | playoff    |
|          | Vin            | Par            | Per            | Tot            | PF             | PS             | Vin     | Per     | Tot     | PF      | PS      | risultato | avversaria |
| -------- | -------------- | -------------- | -------------- | -------------- | -------------- | -------------- | ------- | ------- | ------- | ------- | ------- | --------- | ---------- |
| 2012     | 0              | 0              | 2              | 2              | 12             | 113            | -       | -       | -       | -       | -       | -         | -          |
| Totale   | 0              | 0              | 2              | 2              | 12             | 113            | -       | -       | -       | -       | -       |           |            |

Fonti: Enciclopedia del Football - A cura di Roberto Mezzetti

##### Central European Football League
| Stagione | regular season | regular season | regular season | regular season | regular season | regular season | playoff | playoff | playoff | playoff | playoff | playoff          | playoff       |
|          | Vin            | Par            | Per            | Tot            | PF             | PS             | Vin     | Per     | Tot     | PF      | PS      | risultato        | avversaria    |
| -------- | -------------- | -------------- | -------------- | -------------- | -------------- | -------------- | ------- | ------- | ------- | ------- | ------- | ---------------- | ------------- |
| 2019     | 0              | 0              | 2              | 2              | 30             | 92             | -       | -       | -       | -       | -       | -                | -             |
| 2021     | -              | -              | -              | -              | -              | -              | 0       | 1       | 1       | 14      | 41      | Quarti di finale | Tirol Raiders |
| Totale   | 0              | 0              | 2              | 2              | 30             | 92             | 0       | 1       | 1       | 14      | 41      |                  |               |

Fonti: Enciclopedia del Football - A cura di Roberto Mezzetti

## Palmarès
- 5 Campionati italiani (2014, 2015, 2017, 2018, 2019)
- 1 Campionato Under-21 (2010)
- 1 Campionato Under-20 (1989)
- 1 Campionato Under-19 (2014)
- 2 Campionati Under-18 (2009, 2012)
- 1 Campionato Under-16 (2013)